# Hem till himmelen jag längtar
Hem till himmelen jag längtar är en sång av Leonard Typpö. Sången finns representerad i laestadianska väckelserörelsens sångböcker Sions Sånger. På finska heter sången 'Kotini on taivahassa'.